# سولیونویه زایمیشچه
سولیونویه زایمیشچه (به لاتین: Solyonoye Zaymishche) یک منطقهٔ مسکونی در روسیه است که در استان آستراخان واقع شده‌است.